# Castelo Kindrochit
O Castelo Kindrochit (em inglês:  Kindrochit Castle) foi um castelo do século XIV localizado em Crathie and Braemar, Aberdeenshire, Escócia.

## História
O castelo foi utilizado pelo Rei Roberto II de 1371 a 1388, ocupando uma posição estratégica entre Water of Clunie e um canal de água. A 10 de novembro de 1390 foi atribuída uma licença pelo Rei Roberto III a Malcolm Drummond para construir uma nova torre.
Escavações feitas em 1925, mostraram que a torre media 19 metros de comprimento por 13 de largura, com uma espessura de muralha de 3 metros.